# Holger Hesse
Holger Hesse é um engenheiro alemão que em conjunto com o anestesista dinamarquês Henning Ruben inventou em 1956 o balão de ressuscitação da marca Ambú, um ressucitador auto-inflável não elétrico. O reanimador ambu revolucionou a técnica de respiração artificial.